# Grundbuch
Das Grundbuch ist ein beschränkt öffentliches Register, in welchem die Grundstücke, grundstücksgleiche Rechte, die hieran bestehenden Eigentumsverhältnisse und die damit verbundenen Rechte und Belastungen verzeichnet sind.
Grundbücher – sofern vorhanden – werden weltweit von Behörden oder sonstigen staatlichen Stellen nach bestimmten, regional unterschiedlichen Regeln geführt. Sie sind ein mehr oder weniger vollständiges Verzeichnis aller in einem Bezirk vorhandenen Grundstücke und deren Eigentümer.

## Geschichte

### Antike und Mittelalter
Die Aufzeichnung von Rechten an Grundstücken hat eine lange Tradition. So sind aus Griechenland öffentliche Protokolle über die Begründung dinglicher Rechte an Immobilien aus dem Hellenismus überliefert. Im Mittelalter wurden Grundstückserwerbungen oder Übereignungen einer Grundherrschaft in so genannten Traditionscodices, Besitzungen in Urbaren aufgezeichnet. Ein berühmtes Urbar ist das 1086 geschaffene Domesday Book, das zu den ältesten heute überlieferten Verzeichnissen dieser Art gehört, in dem Wilhelm der Eroberer allen Grundbesitz seines Königreichs zusammenstellen ließ.
Neben den Urbaren als Verzeichnisse der Grundstücke einer Grundherrschaft kann man insbesondere die im Hochmittelalter in den Städten entstandenen Stadtbücher als einen Vorläufer des heutigen Grundbuchs betrachten. Diese Amtsbücher enthalten unterschiedlichste Rechtsakte (von städtischen Privilegien über städtische Satzungen bis zu Rechtsgeschäften zwischen Bürgern).

### Rezeption des römischen Rechts
Die Rezeption des römischen Rechts hemmte die Entwicklung und Verbreitung von Eintragungen von Immobiliareigentum, da überall dort, wo das lokale Recht keine eindeutigen Regelungen enthielt, fortan das gemeine Recht galt, das zur Formlosigkeit der Grundstücksübereignung neigte. Allerdings konnte insbesondere in einigen Städten, in denen das Stadtrecht bereits ausdifferenziert war, das römische Recht nicht Fuß fassen, so dass dort der deutschrechtliche Grundsatz der Auflassung mit nachfolgendem Bucheintrag – teilweise in Gestalt von Mischformen – erhalten blieb.

### Neuzeit
Spätestens seit den mit dem Dreißigjährigen Krieg verstärkten Unklarheiten in den Eigentumsverhältnissen über Grund und Boden wuchs das Bedürfnis nach entsprechenden Aufzeichnungen. Der frühmoderne Staat befriedigte dieses Bedürfnis mit einem systematischen Amtsbuchwesen, das neben Grundstücksgeschäften (Verkäufen, Hypotheken) auch erbrechtliche Verfügungen sicherte (Inventarbücher, Testamentsbücher).

## Deutschland

### Allgemeines
Rechtsgrundlage für das Grundbuchwesen ist in Deutschland das Grundbuchrecht als Teil des Sachenrechts, das sich mit beweglichen Sachen und Grundstücken auseinandersetzt. Die Grundbuchordnung (GBO) regelt zusammen mit der Grundbuchverfügung (GBV) das Verfahren bei Eintragungen in das Grundbuch als formelles Recht. Nach § 3 Abs. 1 Satz 1 GBO erhält in Deutschland jedes Grundstück im Grundbuch eine eigene Stelle, die als Grundbuchblatt bezeichnet wird. Dieses Grundbuchblatt ist für das darin verzeichnete Grundstück das Grundbuch im Sinne der materiell-rechtlichen Vorschriften des BGB (§ 3 Abs. 1 Satz 2 GBO). So verlangt § 873 Abs. 1 BGB, dass für die Übertragung des Eigentums an einem Grundstück, zur Belastung eines Grundstücks mit einem Recht sowie zur Übertragung oder Belastung eines solchen Rechts die dingliche Einigung des Berechtigten und des anderen Teils über den Eintritt der Rechtsänderung und die Eintragung der Rechtsänderung in das Grundbuch erforderlich ist. Als Grundbuch ist hier konkret das von der Rechtsänderung betroffene Grundbuchblatt zu verstehen. Nach § 4 GB-Verfügung besteht jedes Grundbuchblatt aus der Aufschrift, dem Bestandsverzeichnis und drei Abteilungen. Ein Buchungszwang sorgt für die Eintragungspflicht sämtlicher Grundstücke, nur die öffentlichen Zwecken dienenden Grundstücke („buchungsfreie Grundstücke“) sind hiervon ausgenommen (§ 3 Abs. 2 GBO).
Grundbücher sollen die dinglichen Eigentums- und Rechtsverhältnisse an Grundstücken registrieren. Eine Offenlegung erfolgt gegen den Nachweis des berechtigten Interesses, da wesentliche Inhalte des Grundbuches wie der Eigentümer oder die Belastungen nicht jedem hieran Interessierten publik gemacht werden können.

### Geschichte

#### Mittelalter
Vorläufer des heutigen deutschen Grundbuchs waren die Kölner Schreinsbücher, die ältesten deutschen Grundbücher. Das erste Schreinsbuch dieser Art führte die Kölner Altstadtgemeinde St. Laurenz um 1130 ein, von wo ein 54 × 75 cm großes, mit einer bunten Säulenarkade bemaltes Pergamentblatt überliefert ist. Es folgte 1136 das Kirchspiel Klein St. Martin I mit zunächst sporadischen Aufzeichnungen. Manfred Groten zufolge zeichnete St. Laurenz sporadisch Rechtsgeschäfte im „Geburhaus“ (Bürgerhaus) auf. Das Kölner Schreinswesen im eigentlichen Sinne begann erst mit der Schreinskarte der Bürger von Klein St. Martin I im Jahre 1136, als Erzbischof Bruno II. von Berg in Italien weilte. Das dezentral in den einzelnen Kirchspielen geführte Schreinswesen führte etwa 1160 auch zu einem zentralen Schrein, dem so genannten Schöffenschrein („carta civium“). Hier wurden überwiegend Grundstücksgeschäfte außerhalb Kölns vermerkt.
Wegbereiter für die weitere Rechtsentwicklung waren daneben das mit Verschweigungswirkung ausgestattete Hamburger Stadterbebuch (1248–1273), das Danziger Erbbuch (ab 1357), das Ulmer Pfandbuch (ab 1400) oder das Preßburger Grund- und Satzbuch (von 1439). München legte 1472 ein Grundbuch nebst Grundbuchordnung an, das neben dem Bayerischen Hypothekenbuch (1822) bis 1900 weitergeführt und ab 1900 (durch BayG vom 19. Juni 1898) zum maßgeblichen Grundbuch erhoben wurde.

#### Neuzeit

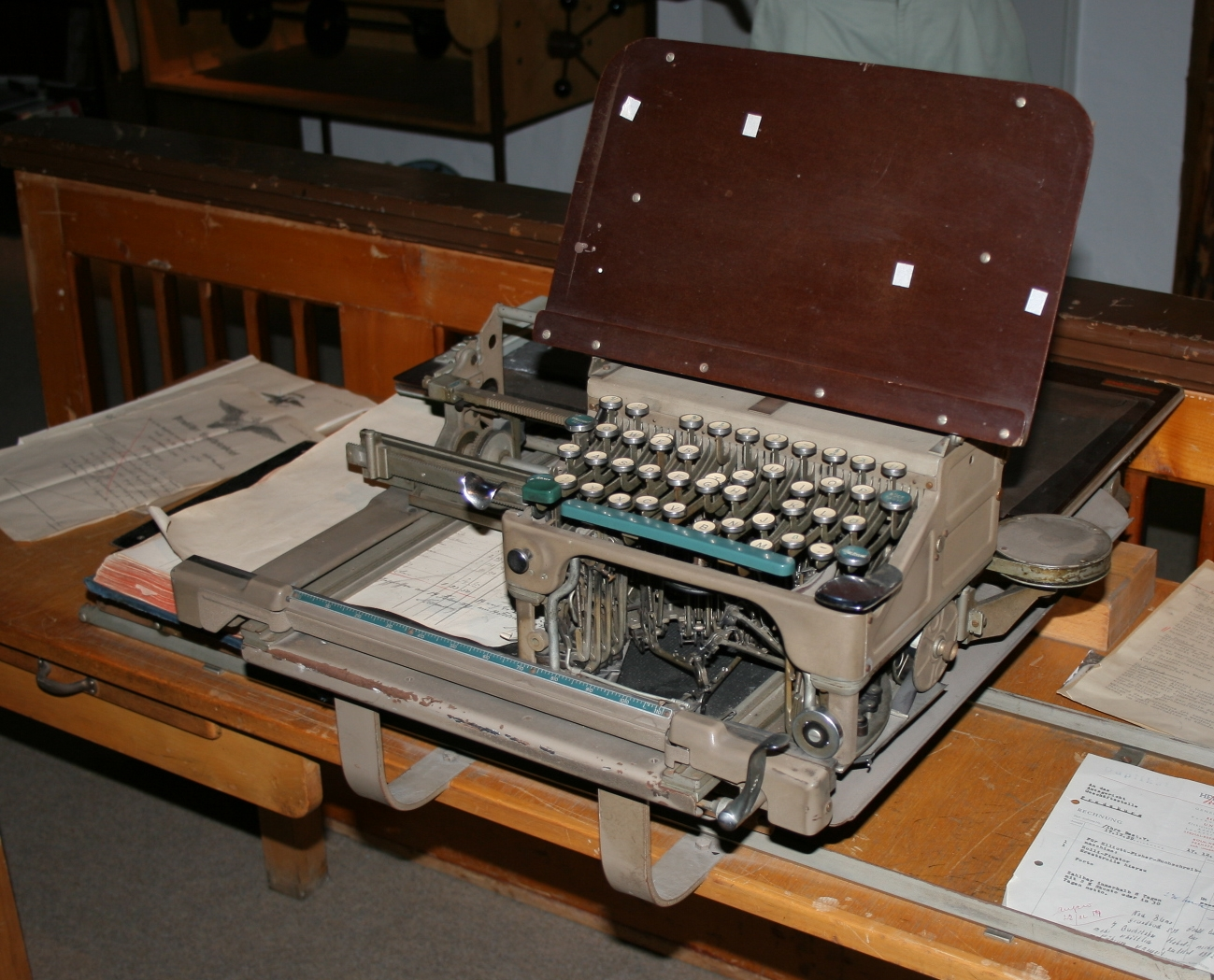
Historische Grundbucheintragungsmaschine im Gerichtsmuseum Bad Fredeburg

Ein Edikt vom 28. September 1693 regelte das Erb- und Lagerbuch für die Residenzstädte Berlin, Cölln, Friedrichswerder, Dorotheenstadt und Friedrichstadt. Die preußische Hypotheken- und Konkursordnung von 14. April 1722 regulierte erstmals das Hypothekenwesen. Sie sah vor, dass bei jedem mit dem Hypothekenwesen befassten Gericht ein vollständiges Grund- und Hypothekenbuch eingerichtet wurde, das alle Immobilien des Bezirks mit genauer Bezeichnung und Nummerierung enthalten sollte. Jedem Grundstück war der Name des Eigentümers, der Erwerbstitel und der Erstehungspreis beizufügen. Im April 1748 wurde das System der Gläubigerklassifikation mit Berücksichtigung des Verschuldungsgrundes beseitigt und durch ein reines Prioritätsprinzip nach dem Zeitpunkt der Eintragung ersetzt. Es kam nun wesentlich darauf an, dass der Hypothekengläubiger möglichst an erster Stelle eingetragen war.
Im Württembergischen Rechtsgebiet wurden die sogenannten Servitutenbücher geführt. In diesen wurden beispielsweise Wegerechte, Dienstbarkeiten oder das Nutzungsrecht an Kellern verzeichnet. Die Servitutenbücher gelten auch heute noch als Bestandteil des Grundbuchs.
Am 20. Dezember 1783 trat die preußische Allgemeine Hypotheken-Ordnung für die gesamten Königlichen Staaten in Kraft, die das Eintragungsprinzip einführte. Im Januar 1867 kam es zur Einführung der Hypothek. Ein erster Entwurf der „Grundbuch-Ordnung für das Gebiet des Norddeutschen Bundes“ entstand im Januar 1868. Er schlug zwei Arten von Grundpfandrechten vor, die Grundschuld und die Hypothek. Im Mai 1872 trat die Grundbuchordnung als „Gesetz über den Eigenthums-Erwerb und die dingliche Belastung der Grundstücke, Bergwerke und selbstständigen Gerechtigkeiten“ in Kraft, noch bevor das materielle Recht des BGB bestand. Dadurch rückten die Grund- und Gebäudesteuerbücher als Basis für das Grundbuch in den Vordergrund, das Antragsprinzip wurde als oberstes Eintragungsprinzip festgelegt. Das Grundbuchamt bestand aus einem Grundbuchrichter, einem Buchführer und den erforderlichen Schreibern und Unterbeamten (§ 20 Abs. 2 preußische GBO). Der erste BGB-Entwurf vom Dezember 1887 wies darauf hin, dass das Immobiliensachenrecht des BGB einer das formelle Verfahren in Grundbuchsachen bestimmenden Grundbuchordnung bedarf. Eine überarbeitete Fassung der GBO berücksichtigte teilweise die von Alexander Achilles im August 1894 in einem Gutachten erstellten Vorschläge. Das neue Grundstücksrecht trat im März 1897 in Kraft, im größten Teil Preußens am 1. Januar 1900, wobei die Anlegung der Grundbücher erst später erfolgte; in Bayern erst im Oktober 1910. Zeitgleich mit der GBO trat das BGB in Kraft. Die neue GBO galt seit dem 1. April 1936. Am gleichen Tage trat auch die Verordnung zur Durchführung der Grundbuchordnung (Grundbuchverfügung) vom 8. August 1935 in Kraft.
Der Begriff des Grundbuchs wird im Bürgerlichen Gesetzbuch (BGB) und in der Grundbuchordnung nicht einheitlich verwendet. Nach § 3 Abs. 1 GBO erhält jedes Grundstück im Grundbuch eine besondere Stelle (Grundbuchblatt) (Realfolium); nach § 4 GBO können aber auch mehrere Grundstücke desselben Eigentümers in einem gemeinschaftlichen Grundbuchblatt verzeichnet werden (Personalfolium). Grundsätzlich besteht Buchungspflicht; nur in den in § 3 Absatz 2 GBO genannten Ausnahmefällen wird ein Grundbuchblatt zu einem Grundstück erst auf Antrag des Eigentümers oder eines Berechtigten hin angelegt. Das Grundbuchblatt ist für das Grundstück als das Grundbuch im Sinne des BGB anzusehen. Es gelten die Grundbuchprinzipien.

### Prinzipien des Sachenrechts
Die das Sachenrecht beherrschenden Prinzipien gelten auch beim Grundbuch. Das Publizitätsprinzip wird durch die Eintragungspflicht im Grundbuch (§ 873 BGB) gewährleistet. Das materielle Publizitätsprinzip betrifft den öffentlichen Glauben des Grundbuchs, das formelle Publizitätsprinzip wird durch das Recht der Grundbucheinsicht verwirklicht.
Nach dem Absolutheitsprinzip wirken die im Grundbuch eingetragenen Rechte gegen jedermann; gemäß § 891 BGB wird vermutet, dass eingetragene Rechte den Betroffenen zustehen und gelöschte Rechte nicht bestehen.
Gemäß dem Bestimmtheitsgrundsatz muss in formaler Hinsicht der Gegenstand des Rechtsverkehrs im Grundbuch klar und unzweideutig ausgewiesen sein. Der Bestimmtheitsgrundsatz (Spezialitätsprinzip) kommt durch § 3 Abs. 1 Satz 1 GBO zum Ausdruck, wonach jedes Grundstück im Grundbuch eine eigene Stelle erhält, die als Grundbuchblatt bezeichnet wird. Dieses Grundbuchblatt ist für das darin verzeichnete Grundstück das Grundbuch im Sinne der materiell-rechtlichen Vorschriften des BGB (§ 3 Abs. 1 Satz 2 GBO). Ein Typenzwang besteht im Grundbuchwesen dadurch, dass im Grundbuch nur eine bestimmte, vom Gesetz vorgeschriebene Zahl von Rechten eintragungsfähig ist (numerus clausus). Zu den nicht eintragungsfähigen Rechten gehören die öffentlichen Lasten (§ 54 GBO), Baulasten  und schuldrechtliche Vereinbarungen, wie Miet- und Pachtverträge. Es dürfen nur solche Eintragungen erfolgen, die durch eine Rechtsnorm vorgeschrieben oder ausdrücklich oder stillschweigend – etwa dadurch, dass das materielle Recht an die Eintragung eine rechtliche Wirkung knüpft – zugelassen sind. Schließlich ist das Trennungsprinzip dadurch gewährleistet, dass etwa beim Grundstückskaufvertrag Verpflichtungsgeschäft und Verfügungsgeschäft keine Einheit bilden – auch wenn es sich dabei um einen einheitlichen Rechtsvorgang handelt –, sondern rechtlich voneinander zu trennen sind.
Das Grundbuch verwirklicht durch den Publizitätsgrundsatz drei Funktionen:
- Übertragungswirkung (§ 873 BGB): Jede Veränderung der dinglichen Rechtslage ist einzutragen.
- Vermutungswirkung (§ 891 BGB): Das im Grundbuch eingetragene Recht wird als bestehend, gelöschte Rechte werden als nicht bestehend vermutet.
- Gutglaubenswirkung (§ 892 BGB): Wer sich bei einem Rechtserwerb auf das unrichtige Grundbuch verlässt, wird in seinem guten Glauben geschützt.

### Grundbuchamt
Die Amtsgerichte sind auf Grundlage des Registerrechts als Grundbuchämter für die in ihrem Bezirk liegenden Grundstücke zuständig.
Als Ausnahme hiervon übernahmen bis zum 31. Dezember 2017 in Baden-Württemberg die Aufgabe der Grundbuchführung staatliche Grundbuchämter. Im badischen Rechtsgebiet befanden sich diese staatlichen Grundbuchämter bei den Gemeinden. Grundbuchbeamter war der zuständige Badische Amtsnotar im Landesdienst (Richter-Notar) oder falls dem Notariat ein solcher zugewiesen war, neben dem Notar ein Rechtspfleger. In neun größeren Gemeinden (Mannheim, Karlsruhe, Karlsruhe-Durlach, Heidelberg, Baden-Baden, Pforzheim, Konstanz, Lahr und Weinheim) befanden sich die staatlichen Grundbuchämter direkt bei den Notariaten. Im württembergischen Rechtsgebiet wurden die Grundbücher von den Bezirksnotaren geführt. Zum 1. April 2012 hat das erste zentralisierte Grundbuchamt beim Amtsgericht Emmendingen seinen Dienst aufgenommen, am 1. Juli 2012 nahmen die zentralisierten Grundbuchämter bei den Amtsgerichten Achern, Tauberbischofsheim und Villingen-Schwenningen ihren Dienstbetrieb auf. Zum 1. Juli 2012 wurde bei diesen Grundbuchämtern auch der elektronische Rechtsverkehr eingeführt, das heißt nicht nur die Grundbücher selbst werden maschinell geführt, sondern auch die Grundakten werden dort elektronisch geführt.

### Elektronisches Grundbuch
Das Registerverfahrenbeschleunigungsgesetz schuf 1993 die rechtliche Möglichkeit, das Grundbuch in elektronischer Form zu führen. Das elektronisch geführte Grundbuch kann über das Internet eingesehen werden (§ 12 GBO findet hier Anwendung).

#### Automatisiertes Abrufverfahren nach § 133 GBO
Das „EDV-Grundbuch“ ersetzt das herkömmliche Papier-Grundbuch (§ 133 GBO) und ermöglicht besonders Notaren und Kreditinstituten den (Online-)Zugriff darauf (Beschleunigung des Grundbuchverfahrens). Verträge können schneller beurkundet werden, bei Problemen während der notariellen Beurkundung, bei den Bankinstituten etc. sind jederzeit Rückfragen möglich (Einsicht in den aktuellen Grundbuchstand).
Dadurch wird die Abwicklung beispielsweise eines Kaufvertrages, der Finanzierung, der Auflassungsvormerkung bis zur endgültigen Grundbucheintragung und dem Baubeginn beschleunigt (im Rahmen der Grenzen, die die Grundbuchordnung setzt).
Rechtliche Voraussetzungen:
Offen ist das elektronische Grundbuch einerseits für Notare, Behörden, Gerichte, öffentlich bestellte Vermessungsingenieure (Gruppe 1), anderseits Personen oder Stellen, die entweder vom Eigentümer zur Einsicht ermächtigt wurden oder an dem Grundstück dinglich berechtigt sind oder die Zwangsvollstreckung betreiben (Gruppe 2) und zur Einsicht ins Grundbuch gem. § 12, § 12a GBO und zur Anfertigung von Grundbuchblattabschriften berechtigt sind.
Alle anderen müssen ihr berechtigtes Interesse (belegtes Kaufinteresse/Vollmacht vom Verkäufer/Mieter) nachweisen. Besonderheiten gelten für die Presse: Über den ursprünglichen, dem allgemeinen Rechtsverkehr mit Grundstücken dienenden Regelungszweck hinaus – besteht im Hinblick auf die verfassungsrechtlich verbürgte Pressefreiheit, die journalistische Vorbereitungstätigkeit einschließt, auch ein schutzwürdiges Interesse der Presse daran, von den für ein bestimmtes Grundstück vorgenommenen Eintragungen Kenntnis zu erlangen, das nach § 12 Abs. 1 Satz 1 GBO für die Gestattung der Grundbucheinsicht erforderliche berechtigte Interesse zu begründen vermag.

#### Elektronische Grundbücher der Länder und des Bundes
| Land                       | Abk. | Beitritt zum Bund | Website                                                                               | Hauptstadt        |
| -------------------------- | ---- | ----------------- | ------------------------------------------------------------------------------------- | ----------------- |
| Bundesrepublik Deutschland | D    | —                 | Tabellarische Übersicht zum Einführungsstand in den Bundesländern (Stand: 17.03.2010) | Berlin            |
| Baden-Württemberg          | BW   | 1949 a, 1952      | Grundbuchdatenzentrale Baden-Württemberg                                              | Stuttgart         |
| Bayern                     | BY   | 1949              | Grundbuch Einsicht - BayernPortal                                                     | München           |
| Berlin                     | BE   | 1990              | Das Grundbuchverfahren in Berlin                                                      | —                 |
| Brandenburg                | BB   | 1990              | grundbuch.brandenburg.de                                                              | Potsdam           |
| Bremen                     | HB   | 1949              | Automatisiertes Grundbuchabrufverfahren SolumSTAR                                     | Bremen (de facto) |
| Hamburg                    | HH   | 1949              | Automatisiertes Grundbuchabrufverfahren                                               | —                 |
| Hessen                     | HE   | 1949              | Elektronisches Grundbuch EGB Hessen                                                   | Wiesbaden         |
| Mecklenburg-Vorpommern     | MV   | 1990              | Grundbuchabrufverfahren                                                               | Schwerin          |
| Niedersachsen              | NI   | 1949              | Das elektronische Grundbuch (SolumSTAR)                                               | Hannover          |
| Nordrhein-Westfalen        | NW   | 1949              | Internet-Grundbucheinsicht                                                            | Düsseldorf        |
| Rheinland-Pfalz            | RP   | 1949              | Elektronisches Grundbuch (SolumWEB)                                                   | Mainz             |
| Saarland                   | SL   | 1957              | Das zentrale elektronische Grundbuch                                                  | Saarbrücken       |
| Sachsen                    | SN   | 1990              | Abrufverfahren Grundbuch                                                              | Dresden           |
| Sachsen-Anhalt             | ST   | 1990              | Elektronisches Grundbuch Sachsen-Anhalt                                               | Magdeburg         |
| Schleswig-Holstein         | SH   | 1949              | Elektronisches Grundbuch                                                              | Kiel              |
| Thüringen                  | TH   | 1990              |                                                                                       | Erfurt            |

### Gliederung des Registers
Das Grundbuch enthält neben der Aufschrift (Bezeichnung des als Grundbuchamt zuständigen Amtsgerichtes, Angabe von Band und Blatt) ein Bestandsverzeichnis (Register), in dem Lage und Größe des Grundstücks entsprechend der Bezeichnung im Kataster (nach Gemarkung, Flur und Flurstück) vermerkt sind. Ferner werden in dem Register grundstücksgleiche Rechte wie z. B. das Wohnungseigentum oder das Erbbaurecht verzeichnet. Auch Gemeinderechte (z. B. ein Weiderecht auf einer Gemeindewiese) werden hier eingetragen. Ist das im Bestandsverzeichnis vorgetragene Grundstück in Bezug auf eine Grunddienstbarkeit das „herrschende Grundstück“, also das begünstigte, kann dies ebenfalls im Bestandsverzeichnis vermerkt werden (Aktivvermerk).
Dem Bestandsverzeichnis folgen drei Abteilungen.

#### Erste Abteilung
Die Erste Abteilung enthält die Eigentümer oder Erbbauberechtigten, ggf. unter Angabe der jeweiligen Anteile, des Gemeinschafts- oder Gesellschaftsverhältnisses (beispielsweise „in Erbengemeinschaft“ oder „als Gesellschaft bürgerlichen Rechtes“) und die Grundlagen der Eintragung.

#### Zweite Abteilung
Die Zweite Abteilung verzeichnet alle Lasten und Beschränkungen, die nicht in der Dritten Abteilung einzutragen sind: Grunddienstbarkeiten und beschränkte persönliche Dienstbarkeiten, Auflassungsvormerkungen (für die Zeit zwischen Abschluss eines Grundstückskaufvertrages und dessen endgültigem Vollzug) und Verfügungsbeschränkungen (Insolvenz- und Testamentsvollstreckervermerke, Vorkaufsrecht, Wohnrecht, Sanierungsvermerke, Nießbrauch, Reallast, Erbbaurecht, Widerspruch usw.). Auch der Widerspruch gegen das Eigentum wird in der zweiten Abteilung eingetragen.

#### Dritte Abteilung
Die Dritte Abteilung enthält die Grundpfandrechte: Grundschulden, Sicherungsgrundschulden, Hypotheken (auch Sicherungshypotheken, die beispielsweise die Finanzämter für Steuerschulden in einem verkürzten Verfahren eintragen lassen können) und (sehr selten) Rentenschulden.
Wenn im Text einer Grundbucheintragung auf Urkunden Bezug genommen wird, gehört auch die zugehörige Grundbuchakte, die Ausfertigungen oder beglaubigte Abschriften der im Grundbuch genannten Urkunden (Grundakten) enthält (z. B. Grundschuldbestellungsurkunde), zum Grundbuchinhalt.

### Änderungen im Grundbuch
Löschungen im Grundbuch bedeuten nicht, dass ein Eintrag entfernt wird, da jede Maßnahme, auch die erledigte, im Grundbuch lesbar bleiben muss. Die Löschung wird vielmehr als Vermerk bei dem entsprechenden Recht eingetragen und der Texteintrag des Rechtes wird (als „Lesehilfe“, nicht aber für die Löschung konstitutiv) „gerötet“, also entweder jede Zeile rot unterstrichen oder der ganze Textblock rot gestrichen.
Zum Beginn der Einführung des elektronischen Grundbuchs erschienen in den Ausdrucken der Grundbbuchblätter die „Rötungen“ schwarz. Inzwischen sind auch in den elektronischen Grundbüchern die „Rötungen“ wieder in der Farbe Rot dargestellt. Sowohl für die Löschungs- wie auch ggf. erforderliche Veränderungsvermerke sind im Grundbuch besondere Spalten vorgesehen.
Eintragungen und sonstige Veränderungen im Grundbuch setzen grundsätzlich einen Antrag (vgl. § 13 Abs. 1 GBO; Beispiel: § 3 Abs. 3 GBO) und die Bewilligung des voreingetragenen Betroffenen voraus; Ausnahmen von diesem Grundsatz finden sich in § 22, § 85 GBO.
Der Vollzug des Kaufs einer Immobilie, die Eigentumsübertragung (siehe Auflassung), bedarf der Eintragung im Grundbuch. Hierzu sind neben dem Antrag, der Bewilligung und der notariellen Urkunde, die die Auflassung bezeugt, zusätzlich eine Steuerunbedenklichkeitserklärung des Finanzamtes, eine Vorkaufsrechtsverzichtserklärung der Gemeinde sowie möglicherweise weitere Genehmigungen erforderlich.

### Öffentlicher Glaube
Besondere Bedeutung für den Grundstückskauf hat der öffentliche Glaube des Grundbuchs gem. § 892 BGB. Danach wird die Richtigkeit und Vollständigkeit des Grundbuchs zu Gunsten des gutgläubigen Erwerbers fingiert. Geschützt ist allerdings nur der rechtsgeschäftliche Erwerb von Rechten durch Verkehrsgeschäft. Im Bestandsverzeichnis beschränkt sich der öffentliche Glaube auf die Informationen zu den Flurstücksbezeichnungen; die Angaben über Größe, Lage und Wirtschaftsart gehören nicht dazu. Diese Informationen werden dem amtlichen Verzeichnis, in der Regel dem Liegenschaftskataster, entnommen.

### Unrichtigkeit des Grundbuchs
Gegen fehlerhafte Eintragungen gibt es keinen unmittelbaren Rechtsbehelf. Mit der Beschwerde kann nur die Eintragung eines Amtswiderspruches oder in Ausnahmefällen einer Amtslöschung erreicht werden.
Allerdings steht dem durch die Unrichtigkeit Belasteten ein Anspruch auf Berichtigung des Grundbuchs nach § 894 BGB zu. Dies ist jedoch nur mit dem Willen des Eingetragenen beziehungsweise durch Verpflichtungsklage gegen den Eingetragenen zu erreichen. Der dingliche Berichtigungsanspruch verjährt nicht (vgl. aber § 22 GBO).

### Vormerkung und Widerspruch
Um eine Einräumung oder eine Aufhebung in Bezug auf Grundstücke abzusichern, kann eine Vormerkung im Grundbuch eingetragen werden (§ 883 Abs. 1 S. 1 BGB). So kann beispielsweise der Eigentumsverschaffungsanspruch eines Käufers schon vor der tatsächlichen Eigentumsumschreibung durch die Eintragung einer Eigentumsvormerkung (Auflassungsvormerkung) abgesichert werden. Verfügungen, die nach der Eintragung der Vormerkung über das betroffene Grundstück oder Recht getroffen werden, sind dem Berechtigten gegenüber insoweit unwirksam, als sie dessen Anspruch vereiteln oder beeinträchtigen würden („relative Unwirksamkeit“). Die Vormerkung ist zu dem durch sie gesicherten Anspruch akzessorisch.
Sollte das Grundbuch nicht allen Gegebenheiten entsprechen, also keine volle Richtigkeit besitzen, muss ein Berechtigter unverzüglich einen Widerspruch gegen die Richtigkeit des Grundbuches eintragen lassen (§ 899 Abs. 1 BGB). Der Widerspruch ist ebenfalls ein vorläufiger Eintrag, soll im Gegensatz zur Vormerkung jedoch ein bestehendes dingliches Recht sichern.

### Einsichtsrecht
Allgemein ist in öffentlichen Registern wie Handels-, Vereins-, Genossenschafts-, Partnerschafts- und Güterrechtsregister eine uneingeschränkte Einsichtnahme durch Interessierte in die vorhandenen Eintragungen und Löschungen zulässig. Beim Grundbuch jedoch ist die Grundbucheinsicht wegen der für jedermann sichtbaren Vermögens- (Grundstücke) und Schuldenverhältnisse (Sicherungsgrundschulden, Grundschulden, Hypotheken) gesetzlich durch § 12 GBO eingeschränkt.
Berechtigtes Interesse in diesem Sinne haben zunächst uneingeschränkt der Grundstückseigentümer und sämtliche im Grundbuch eingetragenen Rechteinhaber, die eine Grundbuchnachricht gemäß § 55 Abs. 1 GBO vom Grundbuchamt erhalten. Das gilt auch für Behörden, Gerichte und Notare wegen der Pflicht zur Amtshilfe (Art. 35 GG) und öffentlich bestellte Vermessungsingenieure.
Bloßes Kaufinteresse an Grundstücken allein genügt nicht als berechtigtes Interesse.

## Österreich

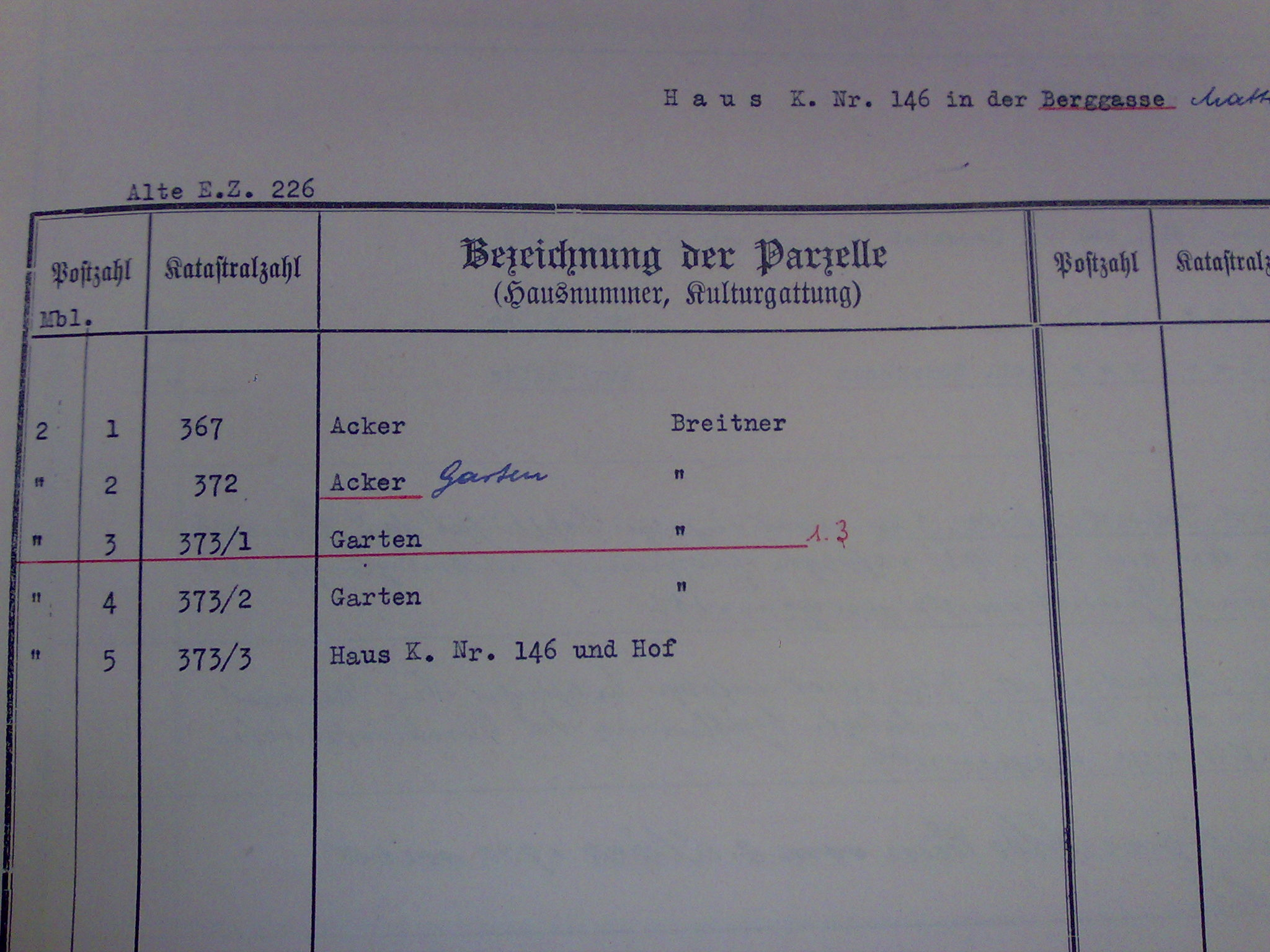
Seite aus dem (nicht mehr bestehenden) händisch geführten Grundbuch von Mattersburg in Papierform; gelöschte Eintragungen sind rot unterstrichen; die „Katastralzahl“ wird nun „Grundstücksnummer“, die „Parzelle“ als „Grundstück“ bezeichnet; die Abkürzung „K.Nr.“ steht für Konskriptionsnummer

Mit der Anlegung eines allgemeinen, umfassenden Häuserverzeichnisses wurde in Österreich unter Maria Theresia im Jahr 1770 begonnen. Auch davor gab es nicht nur Urbare, Gült- und Lagerbücher und das burgenländische Hotterbüchl, sondern auch bereits in vielen Herrschaften Grundbücher. Die Arbeiten am allgemeinen Häuserverzeichnis führten zu den Nummerierungsabschnitten und einem System von Konskriptionsnummern, sie waren Grundlage weiterer detaillierterer Erhebungen und Vermessungen, die zum Grundsteuerkataster und zur Schaffung der Katastralgemeinden führten. Seitdem haben sich Grenzen der Katastralgemeinden kaum verändert, die Konskriptionsnummern wurden jedoch mehrfach angepasst. Die Katastralgemeinden orientieren sich nicht an den Besitzständen der Grundherrschaften, sondern an den Grenzen der örtlich zusammengehörigen Ortschaften. Die Besitzstände der Grundherrschaften, deren Grundstücke weit auseinander liegen konnte, waren dafür nicht geeignet.
Als Rechtsquelle für den Beginn der Entwicklung gilt der „tractatus de iuribus incorporalibus“ aus 1679. Dieser Text ist seinerseits auf Vorarbeiten von Wolfgang Püdler für einen Landtafelentwurf aus dem Jahr 1573 zurückzuführen. Weiterer Vorläufer ist das Grundbuchspatent vom 1. September 1765, danach Bestimmungen des Allgemeinen bürgerlichen Gesetzbuches (ABGB), Vorarbeiten für ein Grundbuchsrecht im Vormärz und das Allgemeine Grundbuchsgesetz, die Instruktion zum Vollzuge des allgemeinen Grundbuchsgesetzes, und eine Reihe von Durchführungsgesetzen für einzelne Kronländer. Später folgte das Allgemeine Grundbuchsgesetz (GBG) von 1955, daneben gibt es das Grundbuchumstellungsgesetz (GUG), das die Umstellung des bis 1980 händisch geführten Grundbuchs auf EDV regelt (die Umstellung war 1992 abgeschlossen), das Liegenschaftsteilungsgesetz (LiegTG) u. a.
In Österreich wird das Grundbuch von den Bezirksgerichten geführt. In der Regel sind Rechtspfleger für die Führung des Grundbuchs beziehungsweise für die Durchführung der dazu erforderlichen gerichtlichen Beschlüsse (Einverleibungen) zuständig. Das Grundbuch wird flächendeckend in digitaler Form (sog. „ADV-Grundbuch“) geführt. Grundlage hierfür ist das Bundesgesetz vom 27. November 1980 über die Umstellung des Grundbuchs auf automationsunterstützte Datenverarbeitung (Grundbuchsumstellungsgesetz), BGBl. Nr. 550/1980.

### Hauptbuch
Für jede Katastralgemeinde gibt es ein Hauptbuch genanntes öffentliches Verzeichnis, in dem für alle Liegenschaften (Grundbuchseinlagen, mehrere Grundstücke derselben Eigentümer mit denselben Belastungsverhältnissen sind in der Regel zu einer solchen Grundbuchseinlage zusammengefasst) enthalten ist:
- Gutsbestandsblatt (A-Blatt), das seinerseits wieder aus zwei Abschnitten (A1- und A2-Blatt) besteht:
  - Im A1-Blatt werden jene Grundstücke (Parzellen) mit ihren Nummern, ihren Flächen und Benützungsarten (etwa LN [= landwirtschaftliche Nutzfläche] oder Baufläche) eingetragen, die dem/den im B-Blatt eingetragenen Eigentümer(n) gehören. Flächen und Benützungsarten sind allerdings hier nicht verbindlich; diese Angaben stammen aus dem – mit dem Grundbuch vernetzten – Kataster oder aus anderen historischen Quellen (wodurch sie mit der Katasterfläche nicht immer übereinstimmen).
  - Aus dem A2-Blatt ist – neben anderen Eintragungen – hauptsächlich ersichtlich, welche Rechte mit den eingetragenen Grundstücken verbunden sind. Das können z. B. Dienstbarkeiten (Servitute) sein, die einzelne oder alle Grundstücke dieser Grundbuchseinlage zu Lasten anderer (fremder) Grundstücke haben.
- Eigentumsblatt (B-Blatt): Hier sind die Eigentümer ersichtlich, ebenso die Anteile (ausgedrückt in Bruchzahlen), falls Miteigentum besteht. Allfällige Rangordnungen werden hier angemerkt, eventuelle Veräußerungsverbote (die im C-Blatt eingetragen sind) hier zur zusätzlichen Orientierung ersichtlich gemacht.
- Lastenblatt (C-Blatt): Hier sind hauptsächlich eingetragen:
  - Servitute (Dienstbarkeiten) zu Lasten von Grundstücken, die in dieser Einlage eingetragen sind, einschließlich der
    - jeweils berechtigten Grundstücke in anderen Einlagen oder
    - Leitungsunternehmen (z. B. Strom, Gas, Wasser)

  - Pfandrechte für Schulden, die grundbücherlich gesichert, also verbüchert sind
  - Reallasten wie Ausgedingerechte, Belastungs- und Veräußerungsverbote, Vor- oder Wiederkaufsrechte

Die Grundbuchseinlagen erhielten im Zug der Neuanlegung der Grundbücher neu erstellte laufende Nummern, die im Regelfall mit den bis dahin verwendeten Nummern von Konskriptionszahlen, Grundbesitzbögen, Katasteraufzeichnungen usw. nichts mehr zu tun hatten. Da es sich um ein (weiteres) Nummernsystem für Verwaltungszwecke in Österreich handelte und davor in solchen Zusammenhängen der Begriff Konskriptionsnummer üblich war, wurden diese Nummern mit dem neuen Begriff Einlagezahlen bezeichnet. Selbst dann, wenn bisherige Grundbesitzbögen für die Erstellung der Grundbuchseinlagen beibehalten wurden (was gesetzlich zulässig war), waren die Nummern der Besitzbögen durchzustreichen. Nicht mehr aktuelle Eintragungen befinden sich im Verzeichnis der gelöschten Eintragungen.

### Urkundensammlung
Die Urkunden, welche die Grundlage für die Eintragungen bildeten, werden in der Urkundensammlung aufbewahrt. Die Urkundensammlung wurde schrittweise seit 2005 auf das elektronische Urkundenarchiv umgestellt. Mittlerweile sind alle Urkunden im elektronischen Archiv gespeichert und können online abgefragt werden. Zu große Urkunden (z. B. Skizzen, Pläne usw.) wurden oft nicht eingescannt, es wird stattdessen ein Verweisungsblatt online abgelegt, dessen Abrufung keine Kosten verursacht. Um diese Urkunden einzusehen, muss weiterhin das zuständige Bezirksgericht aufgesucht werden. Seit einiger Zeit können die Urkunden wahlweise mit oder ohne Amtssignatur abgerufen werden. Signaturfähig sind jedoch nur Dateien im pdf-Format bis zu einer Dateigröße von höchstens 1 MB.
Veränderungen im Grundbuch beruhen immer wieder auf Urkunden, in denen umfangreiche personenbezogene Daten enthalten sind, die aber mit dem Grundbuch nichts zu tun haben (z. B. Vergleiche über die Folgen einer Ehescheidung oder Erbschaft und deren Vermögensverteilung). Mit September 2024 wurde daher zum Schutz des Privat- und Familienlebens die Einsicht in die Urkundensammlung beschränkt. Zu diesem Zweck sind Urkunden anzufertigen, in denen die für das Grundbuch nicht relevanten Passagen nicht mehr enthalten sind, diese Urkunden werden dann in die Urkundensammlung zur Einsicht aufgenommen. Die nicht bereinigte Urkunde ist dauerhaft für die öffentliche Einsicht zu sperren und nur dann zur Einsicht freizugeben, wenn dafür ein überwiegendes rechtliches Interesse glaubhaft gemacht wird, welches das Interesse an der Geheimhaltung übersteigt. Darüber entscheidet das Gericht. Auch bloße Bewilligungsurkunden, Pass- oder Personalausweisdaten, Personenstandsurkunden, Staatsbürgerschaftsnachweise oder Exekutionstitel (es reicht die Exekutionsbewilligung) sind nicht mehr in die Urkundensammlung aufzunehmen.

### Sondergrundbücher
Folgende ehemalige Sondergrundbücher wurden inzwischen aufgelassen:
- Landtafel für ehemalige adelige Güter Die Landtafel wurde nach § 24 Grundbuchumstellungsgesetz (GUG), BGBl. Nr. 550/1980, nach deren Erfassung mittels EDV in das allgemeine Grundbuch übergeführt. Mit Umstellung des gesamten österreichischen Grundbuches wurde die Landtafel somit aufgelassen.
- Das Bergbuch besteht zwar heute noch, jedoch sind Liegenschaften nach dem Berggesetz 1975 (BGBl. Nr. 259/1975) nicht mehr Gegenstand der Eintragung in das Bergbuch. In das Bergbuch werden nur mehr Bergwerksberechtigungen eingetragen (gem. §§ 40 bis 43 Mineralrohstoffgesetz BGBl. I Nr. 38/1999, idF BGBl. I Nr. 84/2006 [Stand 14. Oktober 2006]), ähnlich wie von jeher in das Wasserbuch.
- Das Eisenbahnbuch als Sondergrundbuch wurde aufgrund des Bundesgesetzes BGBl. I Nr. 100/2008 per 7. Mai 2012[33] aufgehoben. Die Eintragungen wurden in das allgemeine Grundbuch übertragen, wobei einige Besonderheiten des Eisenbahnbuches beibehalten wurden.

In einigen Bundesländern (z. B. Steiermark) wurde das öffentliche Gut nicht eingebüchert und war somit nicht im Grundbuch zu finden. Es wurden diese Grundstücke in so genannten Hilfsverzeichnissen geführt, die im elektronischen Grundbuch unter den Einlagezahlen 50000, 50001, 50002 und 50003 gespeichert waren. Aufgrund des Bundesgesetzes BGBl. I Nr. 100/2008 wurden diese Speicherinhalte per 7. Mai 2012 zum Teil des Grundbuches erklärt (elektronisch eingebüchert).
Alle Grundstücke in Österreich sind somit inzwischen im Grundbuch eingetragen.

### Öffentlichkeit
Das Grundbuch ist ein öffentliches Buch: jedermann kann in das Grundbuch Einsicht nehmen und sich Auszüge, auch von fremden Grundstücken, erstellen lassen. Der Nachweis eines besonderen (rechtlichen) Interesses (wie in Deutschland) ist nicht notwendig. Seit 1. Juli 1999 sind (kostenpflichtige) Abfragen auch über das Internet möglich. Für die Abwicklung dieser Abfragen war bis 2009 das Bundesamt für Eich- und Vermessungswesen zuständig, seitdem ist die Kompetenz auf das Bundesministerium für Justiz übergegangen.
Abfragen sind über so genannte Verrechnungsstellen oder direkt über die Webseite der österreichischen Justiz möglich.

### Bücherlicher Vertrauensgrundsatz
Jedermann darf darauf vertrauen, dass die Eintragungen im Grundbuch richtig und vollständig sind (materielles Publizitätsprinzip: Was im Grundbuch eingetragen ist, gilt. Was nicht im Grundbuch eingetragen ist, gilt nicht). Es gibt allerdings Ausnahmen von diesem Grundsatz, wie bei Offensichtlichkeit, aber auch im Rahmen von agrarrechtlichen Vorschriften, so z. B. nach § 51 des Agrargemeinschaftengesetzes der Steiermark (ähnlich in anderen österreichischen Ländern): Eine Rechtslage, die durch Bescheide der Agrarbehörde oder entsprechende Erklärungen der Parteien geschaffen wurde, ist auch für Rechtsnachfolger bindend. Auf diese Situation wird im Grundbuch durch Anmerkungen hingewiesen, es erfolgen auch Kundmachungen über solche Verfahren in speziellen Verlautbarungsblättern (Grazer Zeitung etc.).
Bücherliche Rechte können (mit geringen Ausnahmen, z. B. Ersitzungen) nur erworben, übertragen, beschränkt oder aufgehoben werden, wenn dies im Grundbuch eingetragen wird (Eintragungsgrundsatz, Intabulationsprinzip).
Sollten Rechte an einem Grundstück in Abweichung vom Grundbuchsstand erworben worden oder verlustig gegangen sein, ist das Grundbuch von Amts wegen oder auf Antrag zu korrigieren. Prinzipiell wird das Vertrauen des gutgläubigen entgeltlichen Erwerbers auf die Richtigkeit des Grundbuchstandes geschützt (§ 1500 ABGB). Die Judikatur stellt aber relativ strenge Anforderungen an diese Gutgläubigkeit, etwa bei „offensichtlichen“ Landservituten, Unstimmigkeiten zwischen Grundbuch und Urkundensammlung u. ä.

## Schweiz

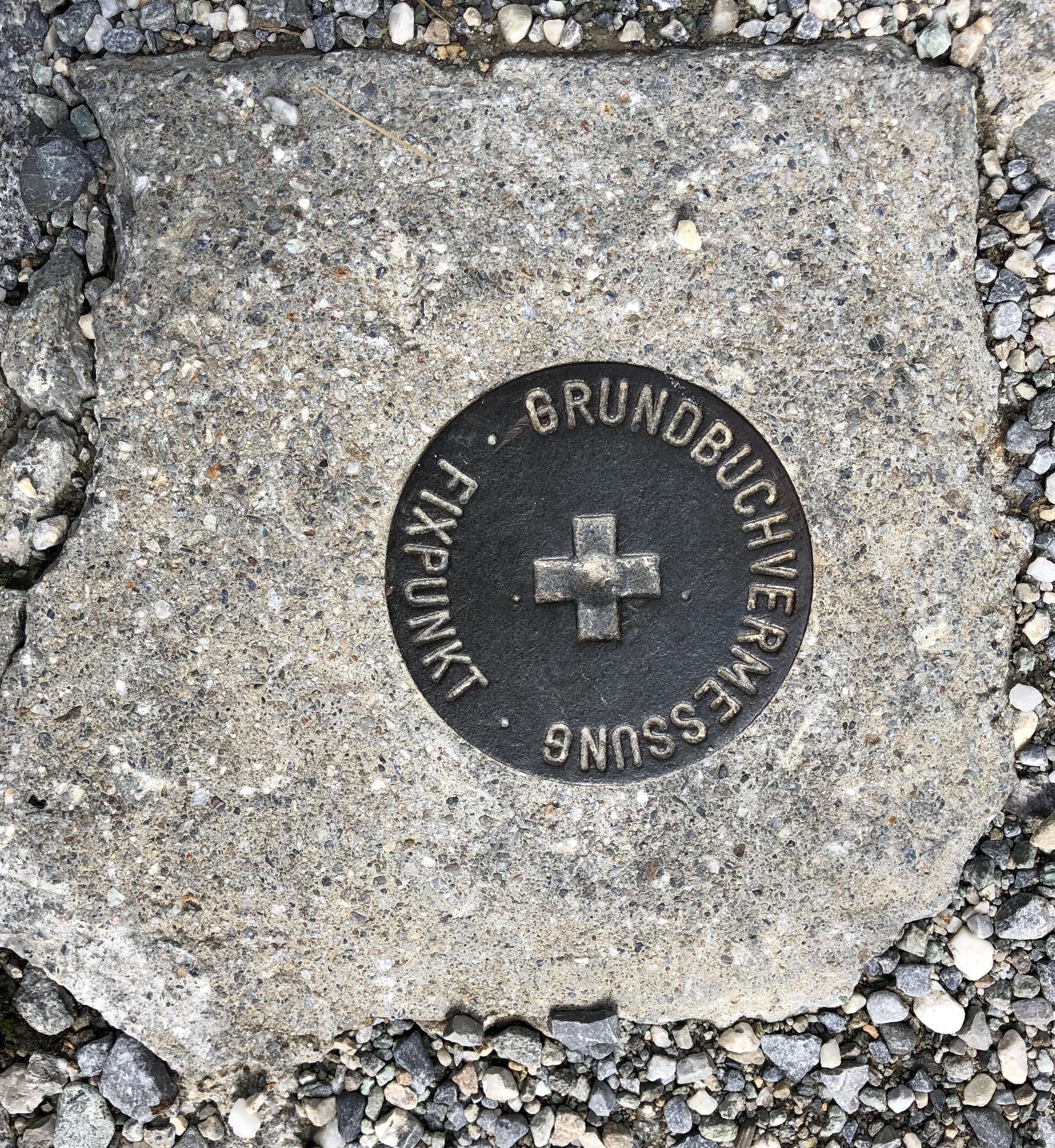
Grundbuch-Vermessungspunkt in Splügen GR

In der Schweiz ist die Führung der Grundbücher und der Betrieb der Grundbuchämter Aufgabe der Kantone, die Oberaufsicht hat der Bund.
Jeder Kanton führt ein eigenes Grundbuch, bestehend aus Tagebuch, Hauptbuch, Grundstückplänen, Belegen und den Hilfsregistern. Im Tagebuch werden die Grundbuchanmeldungen, also geplante Änderungen, nach der Reihenfolge ihres Eingangs eingeschrieben. Das Hauptbuch ist die Gesamtheit aller Grundbuchblätter. Jedes Grundbuchblatt enthält chronologisch alle Daten über Kauf und Verkauf des Grundstückes und der darauf stehenden Gebäude sowie alle damit verbundenen Rechte und Pflichten. Die Grundstückspläne zeigen die genauen Geoinformationen und stammen aus amtlicher Vermessung. Die Belege betreffen Kaufverträge, Dienstbarkeitsverträge und andere. Das Hilfsregister besteht aus dem Gläubigerregister und dem Eigentümerregister; darüber können die Grundbuchblätter den Gläubigern und den Eigentümern zugeordnet werden.
Für die Etablierung des Grundbuchs in der Schweiz war der Jurist Theo Guhl eine federführende Persönlichkeit.

## Andere Staaten
- Auch in England und Wales gibt es Grundbücher (englisch land registry), wobei der Anteil nicht registrierter Grundstücke wesentlich höher ist als in Deutschland. Das Grundbuchwesen ist im Land Registration Act 1925 und Law of Property Act 1925 kodifiziert, die im Januar 1926 in Kraft traten. Da formal alles Land der Krone gehört, gibt es streng genommen kein Eigentum, sondern mehr oder weniger weitgehende Berechtigungen an einem Grundstück.[38]
- In Frankreich unterliegt das Grundbuch (französisch registre foncier) der Grundbuchpublizität, wobei Rechtsgeschäfte in öffentlicher Urkundenform (französisch acte authentique) zu errichten sind (Beurkundung).[39]
- In Italien weist das Grundbuch (italienisch catasto) den Status und die Übertragung italienischer Immobilien nach Art. 51 Abs. 1 Legge Nr. 218 von 31. Mai 1995 aus, Grundeigentum kann nach Art. 1376 ff. CC durch Vertrag (Italienisch accordo acquisto di terreni) erworben werden. Grundstückseigentümer und Gebäudeeigentümer müssen nicht identisch sein (Art. 934 CC).
- In den USA hat das Fehlen eines Grundbuchs erhebliche Folgen. In einzelnen Bezirken gibt es Landregister (englisch land registration), deren Dokumentation jedoch keine verlässliche Aussage darüber machen kann, ob der Grundstücksverkäufer tatsächlich berechtigt ist, als Eigentümer über das Grundstück zu verfügen. Die Eintragung eines Grundstückskaufs (englisch real estate sales agreement) im Landregister ist rechtlich nicht zwingend vorgeschrieben. Der Kaufvertrag regelt, dass der Verkäufer in Zukunft das Eigentum an dem betroffenen Grundstück durch Übergabe einer Übertragungsurkunde (englisch warranty deed) an den Käufer überträgt, während letzterer die Zahlung eines bestimmten Kaufpreises zu bestimmten Zahlungsbedingungen verspricht. Er bedarf der Schriftform, bewirkt jedoch noch keinen Eigentumsübergang. Der eigentliche Eigentumsübergang (englisch closing) findet Monate später vor einem „escrow agent“ oder „settlement agent“ statt.

## Historische Grundbücher
Neben den amtlichen Grundbüchern wurden in verschiedenen Gemeinden Historische Grundbücher aufgebaut, die sich an Historiker und historisch Interessierte richten. Dabei handelt es sich um Dokumentationen zur Geschichte der Liegenschaften eines bestimmten Gebiets. Dafür wurden systematisch kirchliche und staatliche Register über Grund und Boden, Gerichtsakten, Pläne, Abbildungen, Literatur und weitere historische Quellen ausgewertet. Historische Grundbücher bilden die Grundlage für Häuserbücher.

### Deutschland
- Clemens Stewing: Geschichte des Grundbuchs. In: Rpfleger (Der Deutsche Rechtspfleger) 1989, S. 445–447.
- Zur Geschichte und zum internationalen Vergleich: Walter Böhringer. In: Georg Meikel, Horst Bestelmeyer: Grundbuchrecht. Band I, 9. Auflage. München 2004, ISBN 3-472-04533-7, S. 1 ff.
- Josef Rieder, Stefan Rieder: Vormerkung und Widerspruch im Grundstücksverkehr. Deutscher Sparkassen Verlag, Stuttgart 52005, ISBN 3-09-305337-4
- Johann Demharter: Grundbuchordnung. GBO-Kommentar mit dem Text der Grundbuchverfügung und weiterer Vorschriften. 28. Auflage. C.H. Beck, München 2011, ISBN 978-3-406-62409-4 (nur als Beispiel für eine Reihe von Kommentaren zur GBO).
- Hartmut Schöner, Kurt Stöber: Handbuch der Rechtspraxis, Band 4: Grundbuchrecht. 15. Auflage. C.H. Beck, München 2012, ISBN 978-3-406-61301-2.
- Harald Wilsch: Die Grundbuchordnung für Anfänger. 1. Auflage. C.H. Beck, München 2011, ISBN 978-3-406-60446-1.
- Roland Böttcher: Die Entwicklung des Grundbuch- und Grundstücksrechts bis Juni 2012 (im Anschluss an den Vorgängeraufsatz „… im Jahr 2011“, NJW 12/2012, S. 822), NJW 38/2012, S. 2769.
- Mathias Schmoeckel, Moritz Brinkmann:  Registerwesen – Grundlagen, Rechtfertigung, Potentiale, Baden-Baden 2020, ISBN 978-3-7489-0629-2.
- Vincent Nossek: Das Konzept „Grundbuch“. Der Streit um das Grundregister in Deutschland, Frankreich und England zwischen 1652 und 1900. Mohr Siebeck, Rechtsordnung und Wirtschaftsgeschichte (20), 2020, ISBN 978-3-16-157630-0.

### Österreich
- Bundesgesetz vom 2. Feber 1955 über die Grundbücher (Allgemeines Grundbuchsgesetz 1955 – GBG 1955), BGBl. Nr. 39/1955, zuletzt geändert ab 1. Mai 2012 durch die Grundbuchs-Novelle 2012 – GB-Nov 2012, BGBl. I Nr. 30/2012, Abkürzung der Rechtsvorschrift GBG (Achtung auf den Aktualitätsstand der Einarbeitung).
- Erich Feil, Karl-Heinz Marent, Gerhard Preisl: Grundbuchsrecht. Linde Verlag, Wien 2005, ISBN 978-3-7073-1304-8.
- Georg Kodek (Hrsg.): Kommentar zum Grundbuchsrecht. Verlag Manz, Wien 2009, ISBN 978-3-214-00444-6 (auch als Online-Kommentar verfügbar).
- Herbert Hofmeister: Die Grundzüge des Liegenschaftserwerbes in der österreichischen Privatrechtsentwicklung seit dem 18. Jahrhundert. Verlag Manz, Wien 1977, ISBN 3-214-06244-1.

### Schweiz
- Schweizerische Verordnung vom 22. Februar 1910 betreffend das Grundbuch (GBV)
- Daniel Steudler: Die Evaluation des nationalen Landadministrationssystems der Schweiz. In: INFO V+D 3/2004, Eidgenössische Vermessungsdirektion, S. 14ff, cadastre.ch (PDF; 117 kB)

### Deutschland
- Justizportal des Bundes und der Länder zum Elektronischen Grundbuch

### Österreich
- Grundlegende Informationen des österreichischen Bundesministeriums für Justiz
- Übersicht der behördlich ermächtigten Abfragestellen in Österreich
- Offizieller Amtshelfer für Österreich
- Eine Anleitung zur Eintragung ins österreichische Grundbuch